# قطعنامه ۱۶۵۹ شورای امنیت
قطعنامه ۱۶۵۹ شورای امنیت سازمان ملل متحد که در تاریخ ۱۵ فوریه ۲۰۰۶ تصویب شد، سندی بین‌المللی دربارهٔ اوضاع در افغانستان است. این قطعنامه طی نشست ۵۳۷۴ام با ۱۵ رای موافق، ۰ مخالف و ۰ ممتنع تصویب شد.